# Peptoniphilaceae
Famille
Peptoniphilaceae est une famille de bactéries de la classe des Clostridia.

## Liste des genres
Selon LPSN (4 septembre 2024) :
- Aedoeadaptatus Hitch et al. 2022
- Anaerococcus Ezaki et al. 2001
- Anaerosphaera Ueki et al. 2009
- Citroniella Patel et al. 2019
- Ezakiella Patel et al. 2015
- Finegoldia Murdoch & Shah 2000
- Gallicola Ezaki et al. 2001
- Helcococcus Collins et al. 1993
- Miniphocaeibacter corrig. Bilen et al. 2021
- Murdochiella Ulger-Toprak et al. 2010
- Parvimonas Tindall & Euzéby 2006
- Peptoniphilus Ezaki et al. 2001

## Systématique
Le nom correct complet (avec auteur) de ce taxon est Peptoniphilaceae Johnson et al. 2014.
Le genre type est Peptoniphilus Ezaki et al. 2001.

## Publication originale
- (en) Crystal N Johnson, Terence R Whitehead, Michael A Cotta, Robert E Rhoades et Paul A Lawson, « Peptoniphilus stercorisuis sp. nov., isolated from a swine manure storage tank and description of Peptoniphilaceae fam. nov. », International Journal of Systematic and Evolutionary Microbiology, Society for General Microbiology (d), vol. 64, no 10,‎ 23 juillet 2014, p. 3538-3545 (ISSN 1466-5026 et 1466-5034, OCLC 807119723, PMID 25056296, DOI 10.1099/IJS.0.058941-0).